# Anton Siluanov
Anton Germanovič Siluanov (in russo Антон Германович Силуанов?; Mosca, 12 aprile 1963) è un politico ed economista russo, ministro delle Finanze della Federazione Russa dal 27 settembre 2011. È stato inoltre primo vice-primo ministro dal 2018 al 2020.
Ha il grado civile di Consigliere di Stato effettivo della Federazione Russa di 1ª classe.

## Biografia
Nel 1985 si è laureato in finanza e credito presso l'Istituto finanziario di Mosca, mentre nel 1994 ha conseguito un dottorato di ricerca in economia.
Dall'agosto 1985 al marzo 1987, ha lavorato come economista senior per il Ministero delle Finanze della RSFS Russa. Dopo un biennio di servizio militare nell'esercito sovietico, nel maggio 1989 è stato promosso a capo dipartimento, capo consulente e consigliere del Ministero delle Finanze. Nel febbraio 1992, è stato nominato vice capo del Ministero dell'Economia e delle Finanze della Federazione Russa, presso il quale si è più tardi occupato anche di politiche macroeconomiche e di attività bancarie.
Il 27 settembre 2011, il capo del governo Vladimir Putin lo ha nominato ministro delle Finanze in sostituzione di Aleksej Kudrin, carica che ha ricoperto anche nei successivi esecutivi a guida Medvedev e Mišustin.